# Балингийн Цэрэндорж
Балингийн Цэрэндорж (монг. Балингийн Цэрэндорж, Цэрэндорж-бэйсэ; 1868 — 13 февраля 1928) — политический деятель периода богдо-ханской Монголии, первый премьер-министр Монгольской народной республики. титулы Хиченгуй Саид (Хичээнгүй Сайд, Прилежный / ревностный министр); Хиченгуй Гюн (Хичээнгүй Гүн, герцогский титул), был выдающимся монгольским политическим деятелем начала XX века, который занимал пост первого премьер-министра Монгольской Народной Республики Монголия с 1924 года до своей смерти в 1928 году. В период с 1913 по 1924 год он занимал несколько высокопоставленных должностей в череде монгольских правительств, включая; Богданский хаанат (1911-1924), китайскую оккупацию (1919-1921) и марионеточный режим при Романе Унгерне фон Штернберге (1921).

## Биография

### Карьера в богдо-ханской Монголии
Цэрэндорж родился в семье шабинаров, относящихся к Шабинскому ведомству Богдо-гэгэна (ныне аймак Сэлэнгэ). Свободно разговаривал на маньчжурском, китайском и русском языках; в 1885—1911 годах служил переводчиком при маньчжурском суде. После национальной революции 1911 года поступил во вновь образованное министерство иностранных дел, в 1913 году был назначен заместителем министра и вскоре возглавил министерство. В 1914—1915 годах вместе с премьер-министром Намнансурэном принимал участие в трёхсторонней Кяхтинской конференции.
В 1919 году вместе с премьер-министром Бадамдоржем вступил в тайные (в том числе от Богдо-хана) переговоры с китайцами об отмене автономии Монголии. После отмены автономии и оккупации Урги корпусом ген. Сюй Шучжэна Цэрэндорж, премьер-министр Бадамдорж поставили подписи под обращением к китайскому правительству о принятии китайского подданства. После освобождения столицы страны от китайцев Азиатской дивизией Р. Ф. Унгерн-Штернберга Цэрэндорж также остался в правительстве, а после занятия Урги Народной армией Сухэ-Батора вновь стал вице-министром иностранных дел.
Вместе с Сухэ-Батором Цэрэндорж посетил СССР, где встречался с Лениным и вёл переговоры по закреплению суверенного статуса страны. Эти переговоры завершились подписанием дружественного соглашения, в котором Народное правительство было названо единственно легитимным.
Церендордж родился в 1868 году как подданный Великого Шаби (поместья личных слуг Джебцундамба Хутукту) в Херлен-Баян-Улаане в современной провинции Кхентий. Он говорил на монгольском, маньчжурском, китайском и русском языках и с 1885 по 1911 год работал писцом и переводчиком в местной судебной конторе Маньчжурии. После основания Богданского ханата в 1911 году Церендорж поступил на работу в Министерство иностранных дел Автономной Монголии, где в 1913 году дослужился до заместителя министра иностранных дел, а затем министра иностранных дел.

### Монгольско-российские конференции 1912-1915
Как и при предыдущих правительствах, основной целью Церендоржа было добиться более широкого международного признания независимости Монголии. В октябре 1912 года Церендорж был одним из трех человек, назначенных написать окончательный проект русско-монгольского соглашения о дружбе, подписанного в Урге 21 октября 1912 года. В обмен на помощь России Монголии в сохранении её независимости Монголия согласилась предоставить особые привилегии российским гражданским лицам и торговле, а также консультироваться с Россией перед заключением соглашений с другими странами.
В январе 1913 года Церендорж входил в состав делегации "Монгольского посольства" (в составе министра иностранных дел Ван Ханддоржа, заместителя премьер-министра Бейса Ширнендамдина, заместителя министра Церендоржа и секретаря Бавуудоржа из Министерства иностранных дел), направленной в Россию Богданским каганатом для переговоров об учреждении монгольского посольства в Санкт-Петербурге (в чём Россия отказала), о закупке оружия и военной подготовке, а также о вынесении Россией оправдательного приговора Богданскому каганату. китайское правительство должно прекратить военные действия по отношению к Монголии. 24 января 1913 года царь Николай II принял делегацию в Царскосельском дворце, где Императорское правительство России наградило делегатов почестями. Церендорж был награждён орденом Святого Станислава (2-й степени).
С 1914 по 1915 год Церендорж сопровождал премьер-министра Тогс-Очирина Намнансурена в составе монгольской делегации на 8-месячной конференции по Кяхтинскому договору между Царской Россией и Китайской Республикой, целью которой было прояснить, среди прочего, российско-китайскую границу в Восточной Азии и геополитический статус Монголии. В конечном счете, надежды Монголии на международное признание её независимости рухнули, когда Россия и Китай согласились, что Монголия является автономным регионом в составе Китая. Хотя соглашение не смогло обеспечить твердого признания Москвой независимости Монголии от китайского правления, Москва, тем не менее, признала монгольское народное правительство "единственным законным правительством" монгольского народа.

### Китайская оккупация
Церендорж сохранил свой пост министра иностранных дел после оккупации Ниислель-Хури (современный Улан-Батор) войсками китайского военачальника Сюй Шужэна в конце 1919 года. Сюй установил диктаторский режим, заключил в тюрьму лидеров движения за независимость Монголии, таких как Хатанбаатар Магсарджав и Манлайбаатар Дамдинсурен, и поместил Богд-хана под домашний арест. арестовать. Перед лицом китайских угроз изгнать Богд-хана, Церендорж, премьер-министр Гончигджалзангийн Бадамдорж и Богд-хан согласились и подписали документ, "добровольно" отрекающийся от автономии Монголии под властью Китая. Хотя карьере и репутации Бадамдоржа был нанесен непоправимый ущерб в результате того, что он уступил давлению Китая, Церендорж избежал обвинений, несмотря на сообщения первого американского консула в Калгане Сэмюэля Сокобина о том, что Церендорж выбрал примирение с китайцами, если переговоры не приведут к независимости.

### Восстановление монгольского правительства бароном Романом Николаем Максимилианом фон Унгерн-Штернбергом
Церендорж продолжал работать в правительстве даже после того, как силы под командованием "Безумного барона" Романа Унгерна фон Штернберга свергли китайскую оккупацию в феврале 1921 года. Унгерн, антибольшевистский военачальник, чьи войска вторглись в Монголию во время Гражданской войны в России, вошёл в Монголию в конце 1920 года с намерением освободить Богд-хана от китайского господства и основать новую Монгольскую империю. Церендорж составлял часть своего недолговечного марионеточного правительства, просуществовавшего до 11 июля 1921 года, когда монгольские партизаны (под командованием Дамдина Сухбаатара) и части Красной Армии разгромили войска Унгерна и отбили столицу Монголии. Церендорж был назначен заместителем министра иностранных дел в недавно провозглашенном революционном правительстве, возглавляемом премьер-министром Догсомином Боду.

### Договор 1921 года с Советским Союзом
После Октябрьской революции в России 1917 года и провозглашения Монгольской Народной Республики в 1921 году Кяхтинский мирный договор стал спорным. В 1921 году группа высокопоставленных монгольцев, в которую входили Дамдин Сухбаатар и Церендорж, отправилась в Советский Союз, чтобы начать переговоры о советско-монгольской дружбе. Там они оба якобы встретились с Владимиром Лениным. Полученный в результате Договор о дружбе (подписан 5 ноября 1921 г.) официально установил отношения между двумя странами и обмен послами. В новостных статьях 1921 года показано, что Церендорж "сфотографирован в Москве во время подписания пакта с российским советским правительством об открытии дипломатических отношений между новой революционной республикой Монголия и Россией, Цибен Дарги возглавлял монгольскую делегацию".;

## Международная репутация
В течение этого периода Церендорж постепенно завоевал международную репутацию одного из самых прагматичных, стойких и широко уважаемых государственных лидеров Монголии. Российский участник переговоров о советско-монгольской дружбе отметил: "он старый монгольский чиновник ... прозаик, поэт и знает монгольский и китайский языки. Без него не составляется ни один юридический документ или документ по иностранным делам ". Позже Сэмюэл Сокобин, консул США в Калгане, посетивший Монголию в 1924 году, сообщил, что Церендорж был "очень умен, на голову выше своих коллег по здравому смыслу и человеком, который оказывал сдерживающее влияние на других членов правительства".

Шведский миссионер и друг Франс Август Ларсон описал Церендоржа в своей книге Ларсон, герцог Монголии как
самая выдающаяся личность среди монгольской знати, которую я знал...Последние двадцать лет своей жизни он был правящим духом Северной Монголии ... Он был простым и трудолюбивым. Его характер был настолько безупречен, что его попросили пройти через все политические изменения, произошедшие в монгольском правительстве...Он был умным собеседником по многим вопросам и хорошо разбирался в обычаях других народов и других стран. Хотя он обладал неизмеримой властью, поскольку решал почти все важные вопросы, возникавшие в течение двадцати лет, - он жил и одевался просто...Он был одним из великих людей мира. Другие люди - богатые дворяне и высокопоставленные ламы - приходили к нему со смирением, потому что знали, что, хотя он не был окружен материальным богатством, у него был дух, который обогащал людей, которые приближались к нему.

## Премьер-министр 1923-1928
С 1922 по 1923 год Церендорж занимал пост министра иностранных дел. Он был назначен премьер-министром после смерти Содномына Дамдинбазара 18 сентября 1923 года и был избран в Президиум (или Политбюро) Центрального комитета Монгольской народно-революционной партии (МНРП). После смерти Богд-хана в апреле 1924 года Церендорж был назначен главой комиссии по разработке проекта конституции, созданной правительством после того, как предыдущая комиссия "сделала неверный поворот", включив концепции европейского и международного права. Под давлением Советов его комиссия подготовила готовую, предварительно одобренную конституцию в течение одного дня после своего первого заседания. Новая конституция полностью ликвидировала ограниченную монархию и официально учредила Монгольскую Народную Республику (МНР).
Во время первой сессии Великого хурала Монголии (парламента) в 1924 году Церендорж был назначен первым премьер-министром МНР и впоследствии переизбирался в 1926 и 1927 годах. Именно во время этой первой сессии парламента Церендорж обратил внимание на малоизвестного делегата из Эверхангая, Пелджидийна Гендена, и предложил назначить его главой Малого хурала, небольшого собрания, которое контролировало повседневные государственные вопросы, позже Генден станет премьер-министром в критический период истории Монголии.

### Советский контроль усиливается
После революции 1921 года и последующего соглашения о дружбе с Советским Союзом в Монголии были размещены советские войска, оказывающие значительное влияние на политическое и идеологическое развитие нового правительства. С 1926 по 1928 год, когда Москва ужесточила свой контроль над политическим процессом в Монголии, на Церендоржа оказывалось давление, чтобы он включил русских на высокопоставленные должности в своем правительстве. Министр финансов, председатель экономического совета, глава монгольского строительства, глава внутренней торговой организации, председатель военного совета и военный министр - все были гражданами России. Русский также возглавлял тайную полицию вместе с шестью российскими советниками.
Чтобы компенсировать растущее влияние Советов во внутренних делах, Церендорж добился международного признания независимости Монголии не только от России, но и от других стран. Он также надеялся, что Монголия станет нейтральным государством, сродни азиатской Швейцарии. Информационно-пропагандистские усилия в Европе, Японии и Соединённых Штатах в конечном итоге были подавлены агентами Москвы и Коминтерна в монгольском правительстве. Позже Церендорж и его союзники подверглись резкой критике со стороны просоветски настроенных членов МНРП, которые сочли такие усилия контрреволюционными и предательством особых отношений, сложившихся между Монголией и её главным благодетелем.
Церендорж отверг подобную критику, одновременно сопротивляясь тому, что он считал жестким советским давлением с целью быстрой отмены частной собственности в Монголии, создания кооперативов и государственных производств, а также преследованию буддийской церкви. Он считал, что эта политика противоречит кочевой культуре страны и буддийским традициям. Ему также становились все более неприятны усилия Коминтерна по "разделению и контролю" над МНРП путем поддержки радикализированной Монгольской революционной лиги молодежи и продвижения молодых, более жестких членов партии, особенно из сельских районов, бросающих вызов авторитету руководства "старой гвардии", которое, как подозревали Советы, было чрезмерно консервативным.

## Смерть
Устав от растущего влияния и деятельности Коминтерна, Церендорж попытался уйти в отставку со своего поста в 1927 году, заявив, что он слишком "стар и болен", чтобы продолжать. Тем не менее, и Центральный комитет МНРП, и Советы сочли уважаемого премьер-министра полезным инструментом и вынудили его остаться на своем посту. Здоровье Церендоржа продолжало ухудшаться, и он скончался 13 февраля 1928 года. Заместитель премьер-министра Анандын Амар был назначен премьер-министром Монголии 21 февраля 1928 года.

### На посту премьер-министра

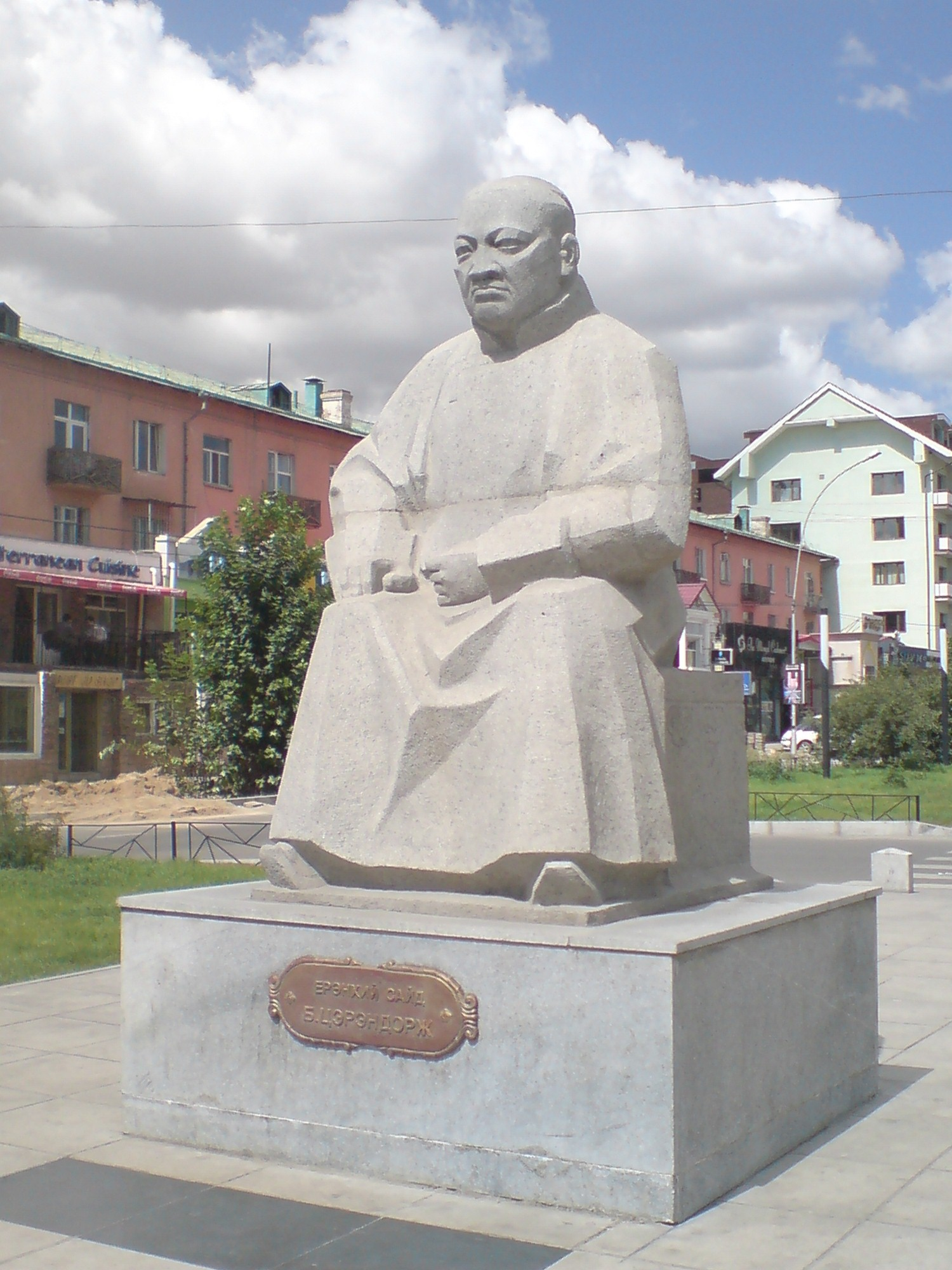
Памятник Цэрэндоржу на улице Улан-Батора, названной в его честь

18 сентября 1923 года, после смерти Дамдинбазара, Цэрэндорж был назначен премьер-министром МНР и был избран в Президиум ЦК МНРП. В октябре 1924 года возглавил комиссию по созданию проекта конституции, введённой после смерти Богдо-хана. На первом заседании Великого государственного хурала был переутверждён на посту премьера (впоследствии переизбирался в 1926-м и 1927 годах).
Цэрэндорж продолжал попытки добиться признания и установления дипломатических отношений с европейскими державами, Японской империей и США, подвергаясь критике как со стороны Коминтерна, так и от радикально настроенных однопартийцев. Чувствуя себя неспособным смягчить ход активных социально-экономических перемен, происходивших в стране, в 1927 году Цэрэндорж подал в отставку, но ЦК МНРП её не принял. Здоровье его продолжало ухудшаться, и 13 февраля 1928 года он скончался.